# Figites consobrinus
Figites consobrinus är en stekelart som beskrevs av Giraud 1860. Figites consobrinus ingår i släktet Figites, och familjen glattsteklar. Arten är reproducerande i Sverige.